# Nationale 1 1970-1971
La Nationale 1 1970-1971 è stata la 49ª edizione del massimo campionato francese di pallacanestro maschile. La vittoria finale è stata ad appannaggio dell'ASVEL.

## Risultati

### Stagione regolare
|     | Squadra           | G  | V  | N | P  | PF   | PS   | Diff. | Bonus | P.ti | Qualificazione            |
| --- | ----------------- | -- | -- | - | -- | ---- | ---- | ----- | ----- | ---- | ------------------------- |
| 1.  | ASVEL             | 26 | 22 | 0 | 4  | 2228 | 1880 | +348  | 12    | 82   |                           |
| 2.  | Denain            | 26 | 21 | 0 | 5  | 2298 | 1895 | +403  | 11    | 79   |                           |
| 3.  | Olympique Antibes | 26 | 19 | 0 | 7  | 2247 | 1937 | +310  | 13    | 77   |                           |
| 4.  | Caen              | 26 | 15 | 0 | 11 | 2307 | 2187 | +120  | 8     | 64   |                           |
| 5.  | ASPO Tours        | 26 | 15 | 0 | 11 | 2221 | 2191 | +30   | 7,5   | 63,5 |                           |
| 6.  | Bagnolet          | 26 | 15 | 0 | 11 | 2197 | 2201 | -4    | 6     | 62   |                           |
| 7.  | AS Berck          | 26 | 13 | 0 | 13 | 2230 | 2116 | +114  | 7     | 59   |                           |
| 8.  | R.C. de France    | 26 | 13 | 0 | 13 | 2106 | 2155 | -49   | 7     | 59   |                           |
| 9.  | SCM Le Mans       | 26 | 12 | 1 | 13 | 2249 | 2266 | -17   | 6     | 57   |                           |
| 10. | Roanne            | 26 | 12 | 0 | 14 | 2230 | 2286 | -56   | 5,5   | 55,5 |                           |
| 11. | Vichy             | 26 | 10 | 0 | 16 | 1800 | 1964 | -164  | 3     | 49   | retrocesse in Nationale 2 |
| 12. | AS Strasburgo     | 26 | 8  | 0 | 18 | 2017 | 2244 | -227  | 3     | 45   | retrocesse in Nationale 2 |
| 13. | ASPTT Nizza       | 26 | 3  | 1 | 22 | 2191 | 2497 | -306  | 2     | 35   | retrocesse in Nationale 2 |
| 14. | Strasburgo        | 26 | 3  | 0 | 23 | 1975 | 2477 | -502  | 0     | 31   | retrocesse in Nationale 2 |

| Nationale 1 1970-1971 |
| --------------------- |
| ASVEL 11º titolo      |

## Formazione vincitrice
| N° | Naz.               | Ruolo | Sportivo            |  | Alt. |  |
| -- | ------------------ | ----- | ------------------- |  | ---- |  |
|    | Francia (bandiera) | A     | Alain Durand        |  | 202  |  |
|    | Francia (bandiera) | P     | Alain Gilles        |  | 188  |  |
|    | Francia (bandiera) | P     | Jean-Michel Sénégal |  | 184  |  |
|    | Francia (bandiera) | G     | Gérard Lespinasse   |  | 193  |  |
|    | Francia (bandiera) | AG    | Patrick Demars      |  | 199  |  |
|    | Francia (bandiera) | AP    | Bernard Magnin      |  | 187  |  |
|    | Francia (bandiera) | AG    | Michel Le Ray       |  | 184  |  |